# Halstenbek
Halstenbek (niederdeutsch: Halstenbeek) ist eine amtsfreie Gemeinde im Kreis Pinneberg im Süden Schleswig-Holsteins. Die offiziellen Ortsteile sind Halstenbek-Ort, Krupunder und Brande (mit Nienhöfen). Brande, Nienhöfen und Krupunder gehen auf die preußischen, gleichnamigen Gemeinden zurück.

## Geografische Lage
Halstenbek liegt im Süden des Kreises Pinneberg, etwa 15 Kilometer vom Hamburger Stadtzentrum entfernt. Halstenbek grenzt im Osten an Hamburg-Eidelstedt und Hamburg-Lurup, im Süden an Schenefeld, im Westen an Pinneberg und im Norden an Rellingen. Durch das Gemeindegebiet fließen die Bäche Burbek (östlich des Krupunder Sees) und Ballerbek (westlich davon) in die Düpenau, die die westliche Grenze der Gemeinde bildet. Das Gemeindegebiet liegt in einer mittlerweile kultivierten Moor- und Heidelandschaft, die jetzt von Siedlungs- und landwirtschaftlich genutzten Flächen, hier vor allem Baumschulen und Ackerbau, dominiert wird.

## Geschichte
Gelegentliche Funde von Feuersteinklingen, Steinäxten und Kernsteinen deuten an, dass Menschen schon seit der frühen Steinzeit hier lebten. Die frühesten gesicherten Besiedlungsspuren wurden in Halstenbek in den 1920er und 1930er Jahren ausgegraben, dabei wurden Urnengräber aus der Steinzeit, Bronze- und Eisenzeit, sowie Reste frühmittelalterlicher Raseneisenerzverhüttungsplätze und einer Feldschmiede des 12. Jahrhunderts gefunden. Erstmals wird Halstenbek am 15. Mai 1296 in einem Hamburger Schuldbuch erwähnt, wonach sich ein Hamburger Bürger von einem Hartwicus aus Halstenbeke 30 Mark lieh. Zu dieser Zeit bestand Halstenbek bereits als Dorf. Die nächste schriftliche Erwähnung stammt aus dem Testament des Marquard Potekouwe aus dem Jahr 1309. Die Namensform Halstenbeke erscheint noch mehrfach in späteren Aufzeichnungen. Das Dorf Halstenbek stand unter der Verwaltung der Grafschaft Holstein-Pinneberg, die seit 1460 selbst unter der Verwaltung des dänischen Königreiches stand.
Im Zuge des Dreißigjährigen Krieges in den Jahren 1625 bis 1627 suchten dänische Soldaten das Dorf heim. Danach wurden die Bewohner des Dorfes Halstenbek in den so genannten Schweden- und Pollakenkriegen im Zweiten Nordischen Krieg (1658–1660) und dem Spanischen Erbfolgekrieg (1701–1714) heimgesucht. Bis zur Industriellen Revolution am Anfang des 19. Jahrhunderts begann der Aufschwung des bislang von kleinbäuerlicher Wirtschaft geprägten Dorfes. Die Landwirtschaft spezialisierte sich im Kreis Pinneberg auf Baumschulen, da die Stadt Hamburg nach dem verheerenden Brand im Jahre 1842 große Mengen an Bäumen zum Hausbau und zur Aufforstung von Parks und Straßenbäumen benötigte.
Nach dem Sieg Preußens und Österreichs im Deutsch-Dänischen-Krieg im Jahr 1864 fiel Holstein, und damit auch Halstenbek, an Österreich und mit der Gründung des Norddeutschen Bundes und des Kreises Pinneberg im Jahr 1867 unter preußische Verwaltung. Die direkte Verwaltung saß in der Drostei in Pinneberg. Im Jahre 1883 erhielt Halstenbek einen Anschluss an das Eisenbahnnetz mit eigenem Güterbahnhof, der den Absatz der Halstenbeker Baumschulen erheblich förderte. Seit der Jahrhundertwende stieg die Einwohnerzahl Halstenbeks kontinuierlich an. Der nächste große wirtschaftliche Einbruch der Gemeinde kam mit dem Ersten Weltkrieg.
Mit dem „Dritten Reich“ wurde auch in Halstenbek die Verwaltung gleichgeschaltet. Die Baumschulen fanden neue Absatzmärkte und lieferten Bepflanzungen für die Grünstreifen der neuen Autobahnen. Später im Zweiten Weltkrieg, als sich die Versorgungslage bei Lebensmitteln verschlechterte, mussten die Baumschulen einen Teil ihrer Produktion auf den Lebensmittelanbau umstellen. Dennoch lieferten sie auch weiterhin Pflanzen, jetzt aber zu Tarnzwecken. Auf dem Halstenbeker Güterbahnhof standen am Anfang des Krieges schwere Flakbatterien. Später wurden in dem Baumschulgelände Höhe Lübzer Straße vier Flakstellungen mit Vierlingsflaks errichtet. Gegen Ende des Krieges wurde Halstenbek im Zuge der Bombardierungen von Hamburg mit betroffen und der Güterbahnhof wurde zerstört.
Als Hamburg zur Festung erklärt wurde, verlief der „Festungsring“ zwischen den Ortsteilen Halstenbek und Krupunder. Südlich der Bahnstrecke wurde in etwa parallel zur heutigen Lübzer Straße ein Panzergraben errichtet. Nördlich der Bahnstrecke verlief der Panzergraben parallel zur Bahn. Der südliche Panzergraben wurde von männlichen Häftlingen des KZ Neuengamme gebaut, den nördlichen Graben errichteten jüdische Frauen aus der KZ-Außenstelle Lurup. Nach dem Krieg kam die Gemeinde unter britische Besatzung. Es wurden neue Verwaltungsstrukturen eingerichtet. Zunächst musste Wohnraum für Flüchtlinge geschaffen werden.
Im Zuge des Wiederaufbaus stieg der Bedarf an Forstpflanzen auch stetig an und somit eine der wichtigen Lebensgrundlagen der Gemeinde. Die Mehrzahl der neuen Halstenbeker arbeiteten jetzt nicht mehr in der Gemeinde, sondern im nahe gelegenen Hamburg. In den 1970er Jahren wurden neue Gewerbegebiete eingerichtet und an der aus der Bundesstraße B 5 neu gebauten Bundesautobahn 23 entwickelte sich die so genannte „Wohnmeile Halstenbek“ oder kurz auch die „Möbelmeile“.

## Etymologie des Namens Halstenbek

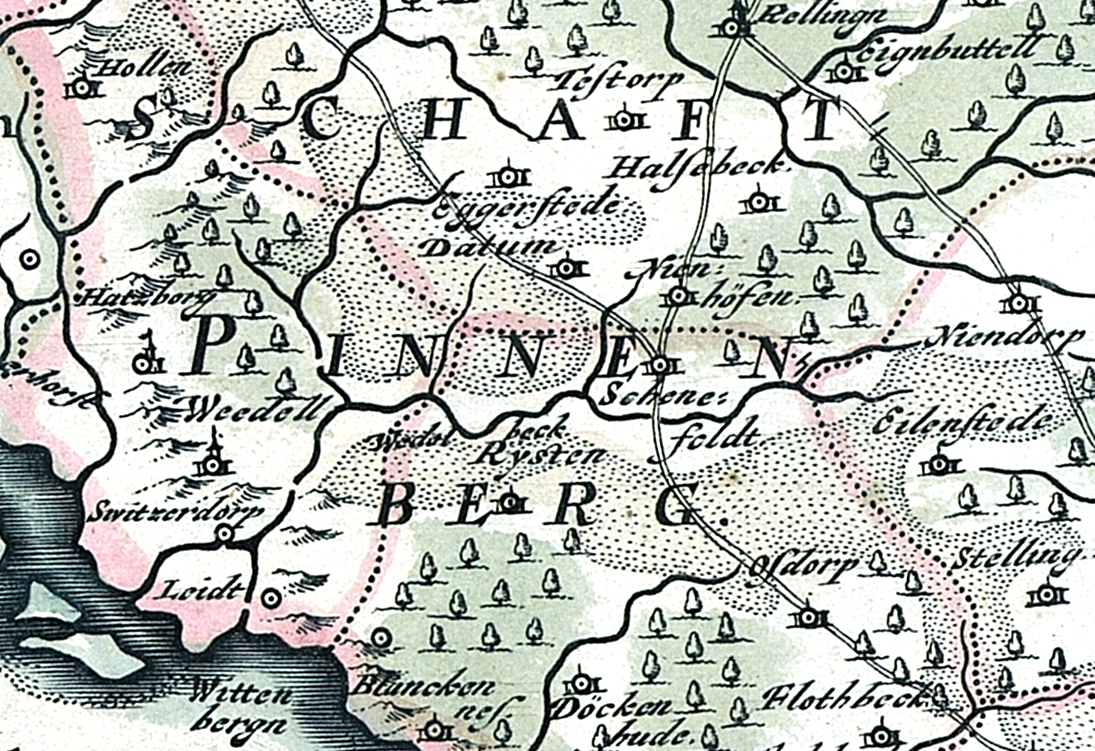
Ausschnitt aus Johannes Mejers Landtcarte von dem Fürstenthumbe Stormarn von 1650. Halsebeck nordöstlich der Bildmitte.

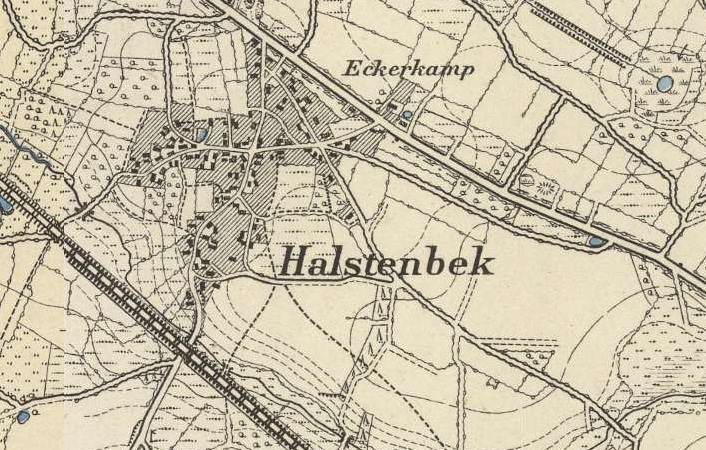
Eine Karte zeigt Halstenbek zur Zeit von 1877, einige Jahre nachdem sich der historische Ortskern in den Jahren nach 1842 bildete.

Der Name Halstenbek lässt sich in der Namensform Halstenbeke bis auf das Jahr 1296 zurückverfolgen, daneben erscheinen immer wieder abweichende Schreibweisen, wie auf Johannes Mejers Landtcarte von dem Fürstenthumbe Stormarn von 1650 als Halsebeck, oder auf Johann Baptist Homanns Tablua Generalis Hosatiae von 1730 Halsebek. Der Name setzt sich aus drei Teilen zusammen. Bei Halsten handelt es sich um eine Wortverdopplung aus dem gotischen Hal oder Hallus (altenglisch Haell und dänisch Hald) in der ersten Silbe und dem plattdeutschen Begriff Sten in der zweiten Wortsilbe, wobei alle Begriffe für Stein stehen. Der Begriff Bek bezeichnet im plattdeutschen Bach. Demnach würde der Name Halstenbek für Steinbach (genauer Steinsteinbach) stehen.

## Einwohnerentwicklung
Die Einwohnerzahl von Halstenbek war lange Zeit auf dörflichem Niveau und stieg erst ab der Jahrhundertwende zum 20. Jahrhundert und besonders nach dem Ende des Zweiten Weltkrieges erneut erheblich an. Bis in das 18. Jahrhundert wurden nur die Zahl der steuerpflichtigen Bürger und für das Jahr 1788 die Zahl der in Halstenbek ansässigen Familien überliefert:

Rathaus

- 1464: 6 Steuerpflichtige
- 1591: 16 Steuerpflichtige
- 1666: 18 Steuerpflichtige
- 1787: 203 Steuerpflichtige
- 1788: 73 Familien
- 1803: 407 Einwohner
- 1909: 2189 Einwohner
- 1939: 3627 Einwohner
- 1950: 6579 Einwohner
- 1985: 15.209 Einwohner
- 2006: 16.200 Einwohner
- 2011: 16.789 Einwohner
- 2019: 18.198 Einwohner

## Politik

### Gemeindevertretung
Ergebnis der Kommunalwahl vom 14. Mai 2023:
| Partei                  | Stimmen | Prozent | Sitze | Sitzverteilung in der Gemeindevertretung HalstenbekInsgesamt 30 Sitze - SPD: 6 - Grüne: 9 - FDP: 3 - CDU: 12 |
| CDU                     | 2.610   | 38,7 %  | 12    | Sitzverteilung in der Gemeindevertretung HalstenbekInsgesamt 30 Sitze - SPD: 6 - Grüne: 9 - FDP: 3 - CDU: 12 |
| Bündnis 90/Die Grünen   | 1.944   | 28,9 %  | 09    | Sitzverteilung in der Gemeindevertretung HalstenbekInsgesamt 30 Sitze - SPD: 6 - Grüne: 9 - FDP: 3 - CDU: 12 |
| SPD                     | 1.446   | 21,5 %  | 06    | Sitzverteilung in der Gemeindevertretung HalstenbekInsgesamt 30 Sitze - SPD: 6 - Grüne: 9 - FDP: 3 - CDU: 12 |
| FDP                     | 0738    | 11,0 %  | 03    | Sitzverteilung in der Gemeindevertretung HalstenbekInsgesamt 30 Sitze - SPD: 6 - Grüne: 9 - FDP: 3 - CDU: 12 |
| Wahlbeteiligung: 48,7 % |         |         |       | Sitzverteilung in der Gemeindevertretung HalstenbekInsgesamt 30 Sitze - SPD: 6 - Grüne: 9 - FDP: 3 - CDU: 12 |

Die CDU errang 2 Überhangmandate, dadurch erhielten die Grünen 1 Ausgleichsmandat. Somit erhöhte sich die Zahl der Abgeordneten von 27 auf 30.
Bürgervorsteherin ist seit 2023 Katrin Ahrens (CDU).
Die Ergebnisse vorheriger Kommunalwahlen sind der folgenden Tabelle zu entnehmen:
| Parteien und Wählergemeinschaften | Parteien und Wählergemeinschaften           | Stimmen 2018 | % 2018 | Sitze 2018 | Stimmen 2013 | % 2013 | Sitze 2013 | Stimmen 2008 | % 2008 | Sitze 2008 | Stimmen 2003 | % 2003 |      | % 1998 |
| CDU                               | Christlich Demokratische Union Deutschlands | 2.230        | 34,3   | 9          | 2.086        | 36,1   | 13         | 2.071        | 35,2   | 14         | 3.128        | 47,3   | 41,0 |        |
| SPD                               | Sozialdemokratische Partei Deutschlands     | 1.668        | 25,6   | 7          | 1.645        | 28,5   | 10         | 1.441        | 24,5   | 9          | 1.583        | 23,9   | 37,3 |        |
| GRÜNE                             | Bündnis 90/Die Grünen                       | 1.843        | 28,3   | 8          | 1.591        | 27,5   | 10         | 1.616        | 27,5   | 10         | 1.311        | 19,8   | 14,4 |        |
| FDP                               | Freie Demokratische Partei                  | 671          | 10,3   | 3          | 455          | 7,9    | 3          | 707          | 12,0   | 4          | 595          | 9,0    | 7,3  |        |
| kWGp                              | Kreis Wählergemeinschaft Pinneberg          | 93           | 1,4    | 0          |              |        |            |              |        |            |              |        |      |        |
| Gesamt                            | Gesamt                                      | 6.505        | 100    | 27         |              | 100    | 36         |              | 99,2   | 37         | 6.617        | 100    | 100  |        |
| Wahlbeteiligung                   | Wahlbeteiligung                             | 46,4 %       | 46,4 % | 46,4 %     | 42,7 %       | 42,7 % | 42,7 %     | 52,0 %       | 52,0 % | 52,0 %     | 62,5 %       | 62,5 % |      |        |

Nachdem Doris von Haaren, die als CDU-Direktkandidatin gewählt worden war, aus der CDU-Fraktion in die Fraktion Bündnis 90/Die Grünen gewechselt war, verfügte die CDU von 2020 bis zur Wahl 2023 nur noch über acht, die Grünen dagegen über neun Mandate.

### Bürgermeister
Die Bürgermeister seit 1933 sind unten angeführt. Vor 1933 wurde er als Gemeindevorsteher bezeichnet, vor 1873 als Vogt.
- 1933–1937: Johannes Meyer (NSDAP)
- 1938–1945: Albert Kreutz
- 1945: Henry Bruhn
- 1945–1946: Carl Gräper
- 1946: Franz Helms
- 1946–1948: Ernst Glissmann (SPD)
- 1948–1950: Hermann Ludt (* 1895, † 1981)[13]
- 1950–1958: Gerhard Künzer
- 1959–1979: Wilhelm Kelting (* 1919, † 2008)[14]
- 1979–1989: Gerhard Flomm (CDU)
- 1989–2007: Bruno Egge (parteilos)
- 2007–2017: Linda Hoß-Rickmann (parteilos)
- 2017–2023: Claudius von Rüden (SPD)
- seit 2023: Jan Krohn (CDU)[15]

### Wappen
Das Wappen wurde am 21. Oktober 1969 genehmigt.
Blasonierung: „In Gold auf schwarzem Schildfuß, darin ein silberner Wellenbalken, drei grüne Tannen, die mittlere etwas höher als die beiden anderen, mit goldenen, in den Schildfuß hinabreichenden Wurzeln.“
Das Wappen von Halstenbek wurde aus einem älteren Gemeindewappen entwickelt. Auch heute nennt sich die Gemeinde „Wiege des deutschen Waldes“, 75 % ihrer Anbaufläche dienen allein der Forstbaumzucht. Millionen von Forstpflanzen aller Arten kommen jährlich von Halstenbek aus zum Versand. Allein 60 % aller Forstpflanzen, die zum Anbau des deutschen Waldes jährlich verpflanzt werden, sind in Halstenbek gezüchtet. Außerdem gehen sehr viele Sendungen in andere europäische Länder. Den Ruf einer weltwirtschaftlichen Bedeutung des Ortes bestätigt das Gemeindewappen. Dem Überwiegen der Nadelhölzer als Zuchtpflanze entsprechend ist die Baumschulwirtschaft durch drei Tannen im Wappen dargestellt. Die golden bewurzelten Bäume deuten den geschäftlichen Ertrag an. Der Wellenbalken im Schildfuß soll den zweiten Bestandteil des Ortsnamens „-bek“, bedeutungsgleich mit Bach, wiedergeben und auf den hauptsächlich unterirdisch verlaufenden Dorfbach „Ballerbek“, der nur noch am Halstenbeker Bahnhof ca. 50 m oberirdisch verläuft, verweisen.
Das Wappen wurde von dem Brunsbütteler Heraldiker Willy „Horsa“ Lippert gestaltet.

### Flagge
Die Flagge wurde am 19. April 1985 genehmigt.
Das Flaggentuch ist in einen breiteren mittleren und je einen schmaleren Streifen oben und unten – der obere grün, der untere schwarz – geteilt. Auf dem gelben mittleren Streifen und in den schwarzen unteren mit den Wurzeln hinabreichend, die drei Tannen des Gemeindewappens, aus der Mitte in Richtung auf den Flaggenstock deutlich verschoben; auf dem unteren Streifen der durchgehende Wellenbalken des Gemeindewappens in flaggengerechter Tingierung.

### Städtepartnerschaften
Halstenbek unterhält Städtepartnerschaften, seit 1984 mit dem oberösterreichischen Hartkirchen, sowie seit dem 6. Oktober 1990 mit dem mecklenburgisch-vorpommerschen Lübz.

### Ehrenamtspreis
Seit 2010 wird von der Gemeinde Halstenbek jährlich der Ehrenamtspreis verliehen. Er soll das freiwillige Engagement jener Bürger würdigen, die sich in besonderem Maße für das Wohl ihrer Mitbürger eingesetzt haben. Die zu Ehrenden erhalten ein vom Künstler Rupprecht Matthies gestaltetes persönliches „Wortkunstwerk“ und werden auf der Ehrenamtstafel im Rathaus benannt. Die Gemeindewerke Halstenbek sponsern den Preis mit einem Geldbetrag in Höhe von 500,-€. Die Entscheidung über die Auszeichnung trifft der Ausschuss für Soziales, Kultur und Sport der Gemeinde Halstenbek. Bisher wurden folgende Bürger geehrt:
- 2010: Lore Loerbrocks (sozialer Einsatz) und Joachim Stahl (Jugendsport-Betreuer)
- 2011: Ursula Lüdemann (AWO)
- 2012: Dorothea Carstensen, Andreas Stanislaus und Wilfried Bestmann (über 100 Blutspenden)
- 2013: Hildegard Lunau (Geschichtswerkstatt und Baumschulmuseum)
- 2014: Helmut Salinger (Naturschutz)
- 2015: Harald Grelck (70 Jahre Freiwillige Feuerwehr)
- 2016: Christine Blanckenburg (Willkommenskultur in der Flüchtlingshilfe) und Ude Hintz (sozialer Einsatz)
- 2018: Claudia Daffertshofer (Naturschutz am Krupunder See)[19]
- 2019: Rolf Hoyer (Deutsches Baumschulmuseum)[20]
- 2020: Manuela Dinter (Öffentlichkeitsarbeit Freiwillige Feuerwehr)
- 2021: Jürgen Heidorn und Rainer Bornholdt (Einsatz für Mensch und Natur)
- 2022: Ute Hanßmann (44 Jahre Halstenbeker Spieliothek)
- 2023: Hans Bossemeyer (Krupunder-See-Bürgerinitiative)[21]
- 2024: Jan Sievers (Jugendtrainer der Halstenbeker Turnerschaft)[22]

## Kultur und Sehenswürdigkeiten

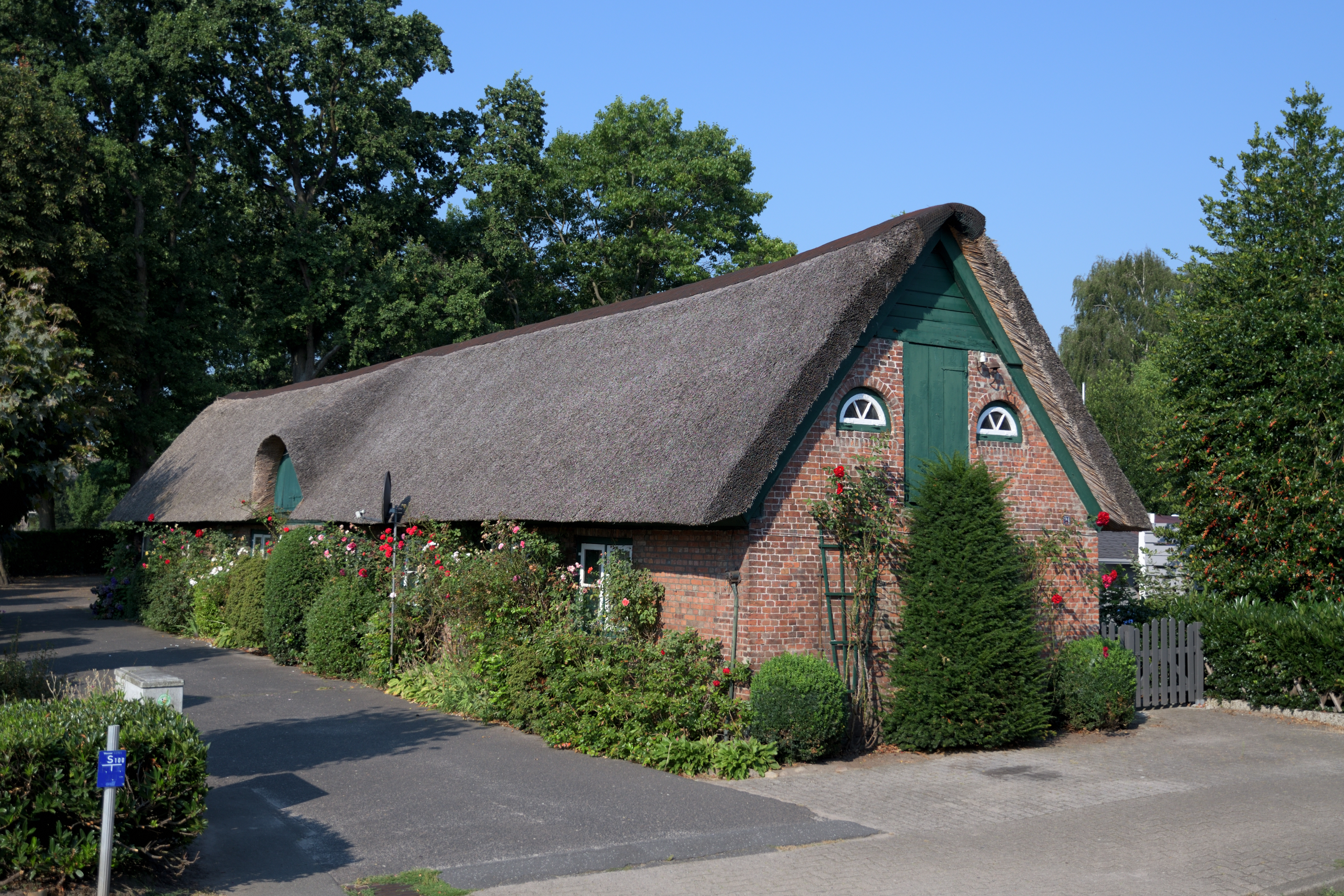
Eines der ältesten erhaltenen Bauwerke Halstenbeks, das Ende des 18. Jahrhunderts erbaute ehemalige Armenhaus

### Bauwerke
Das älteste Haus Halstenbeks ist das 1795 gebaute „Tante Dora Haus“ in der Hauptstraße 22. Der ehemalige Vollhof wurde 1938 um den Stall gekürzt und es blieb der Wohnteil. Das zweitälteste Haus ist das als ehemaliges „Armenhaus“ bekannte Reetdachhaus in der Königstraße 24 aus dem Jahr 1843.
Deutschlandweit wurde Halstenbek im Jahr 1997 durch den Einsturz der Dachkonstruktion einer in Bau befindlichen Sporthalle in modernem Design bekannt. Das seitdem von allen Bürgern als „Knick-Ei“ bezeichnete Gebäude stürzte nach einem Wiederaufbau 1998 erneut ein. Ab dem 16. Dezember 2006 wurde die eingestürzte Halle abgetragen und an der freigewordenen Stelle eine neue Sporthalle in konventioneller Bauweise errichtet, die am 5. September 2008 eingeweiht wurde.

### Naturdenkmäler
Im Ortsteil Krupunder liegt der als Landschaftsschutzgebiet ausgewiesene Krupunder See, ein beliebtes Naherholungsziel.

### Religion/Kirchengemeinden
Auf dem Gemeindegebiet gibt es seit Mitte der 1950er Jahre zwei eigenständige Kirchengemeinden; die evangelisch-lutherische und die katholische Kirchengemeinde entstanden aufgrund der Flüchtlingsströme in der Zeit nach dem Zweiten Weltkrieg und dem Wachstum der politischen Gemeinde Halstenbek. Bis Mitte 2012 existierte noch eine Neuapostolische Kirchengemeinde.
Die evangelisch-lutherische Kirchengemeinde Halstenbek ist aus dem benachbarten Kirchspiel Rellingen hervorgegangen, zu dem sie noch bis 1957 gehörte. Sie wurde ausgepfarrt und eigenständig mit dem Bau der Erlöserkirche als roten Backstein-Hallenbau an der Friedrichstraße Mitte der 1950er Jahre. Heute hat die Gemeinde zwei Gottesdienst- und Predigtstätten: Neben der Erlöserkirche wurde Anfang der 1980er Jahre das Gemeindezentrum Arche Noah in Halstenbek-Krupunder am Haselweg gebaut. Das Gemeindegebiet ist identisch mit dem der politischen Gemeinde Halstenbek. Heute gehören etwa 6500 Frauen, Männer und Kinder der Evangelisch-Lutherischen Kirchengemeinde an.
Der katholischen Gemeinde Halstenbek mit ihrer Herz-Jesu-Kirche an der Ecke Dockenhudener Chaussee/Friedrichshulder Weg, ein einschiffiger Backsteinbau mit kleiner Apsis und niedrigem Turm, gehören etwa 2350 Mitglieder der katholischen Gemeinde an. Etwa 180 von ihnen finden in der einschiffigen Kirche gleichzeitig Platz. Neben der politischen Gemeinde Halstenbek gehören auch die Gemeinden Ellerbek und Bönningstedt sowie Teile der Gemeinde Rellingen zur Kirchengemeinde. Am 1. April 2007 wurden die Pfarreien Herz-Jesu Halstenbek und St. Michael / St. Pius Pinneberg zur neugegründeten Pfarrei St. Katharina von Alexandrien (Pinneberg) zusammengefasst. Die Kirchengemeinden sind jedoch weiterhin eigenständig.
Teil der evangelischen Gemeinde ist auch ein erfolgreicher Pfadfinderstamm mit über 200 Kindern und Jugendlichen, die sich wöchentlich an der Erlöserkirche zu Gruppenstunden treffen. Mit der Teilnehmerzahl gehören die evangelischen Gemeindepfadfinder Halstenbek zu einem der größten Stämme des Dachverbandes REGP.

### Kulturelle Veranstaltungen
Theater AG Wolfgang Borchert Gymnasium
Kulturkreis Halstenbek
Jährlicher Weihnachtsmarkt (genannt Adventszauber)

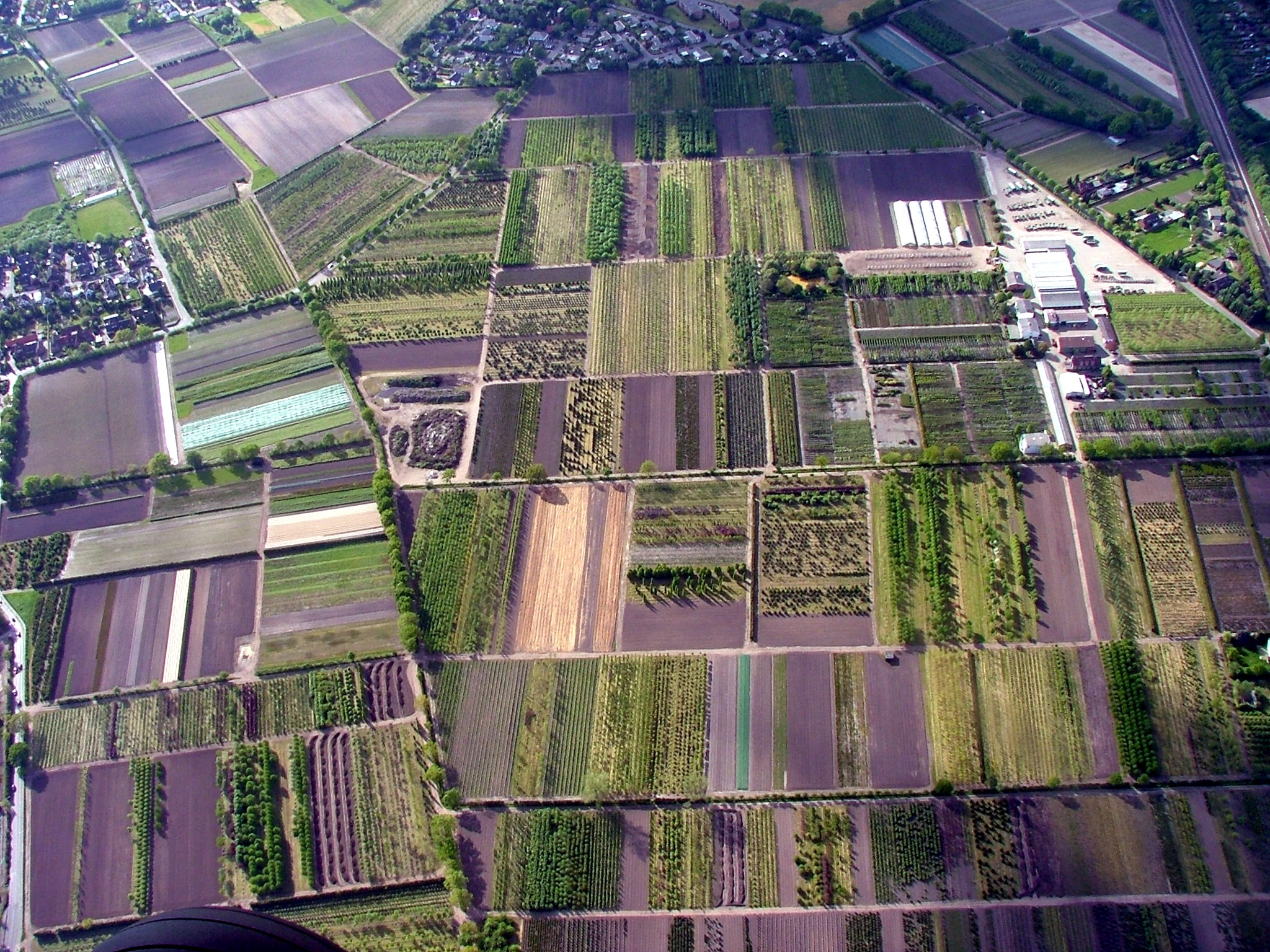
Baumschulen in Halstenbek, Luftaufnahme

## Wirtschaft und Infrastruktur
Die Gemeinde zeichnet sich nach wie vor durch eine große Anzahl an Baumschulen aus („Gemeinde im Grünen“) und trägt den Slogan „Halstenbek – die Wiege des Waldes“. Sie liegt im größten Baumschulgebiet der Welt. Da der Umfang der bewirtschafteten Flächen jedoch in jüngerer Zeit aufgrund von Betriebsschließungen zurückging, konnten größere Areale als Bauland ausgewiesen werden, die vorwiegend zum Bau von Eigenheimen, z. T. jedoch auch Gewerbebetrieben genutzt werden. Auf Grund der guten Verkehrsanbindung genießt Halstenbek eine hohe Attraktivität insbesondere bei jungen Familien aus der angrenzenden Metropole Hamburg, die ein neues Heim suchen. In Halstenbek existiert die so genannte „Wohnmeile Halstenbek“, in der Unternehmen verschiedener Branchen sowie Einrichtungs- und Möbelhäuser und Restaurants angesiedelt sind. Anfang der 1990er Jahre besuchten bis zu 100.000 Menschen jährlich die an der A 23 gelegene Wohnmeile.

### Verkehr

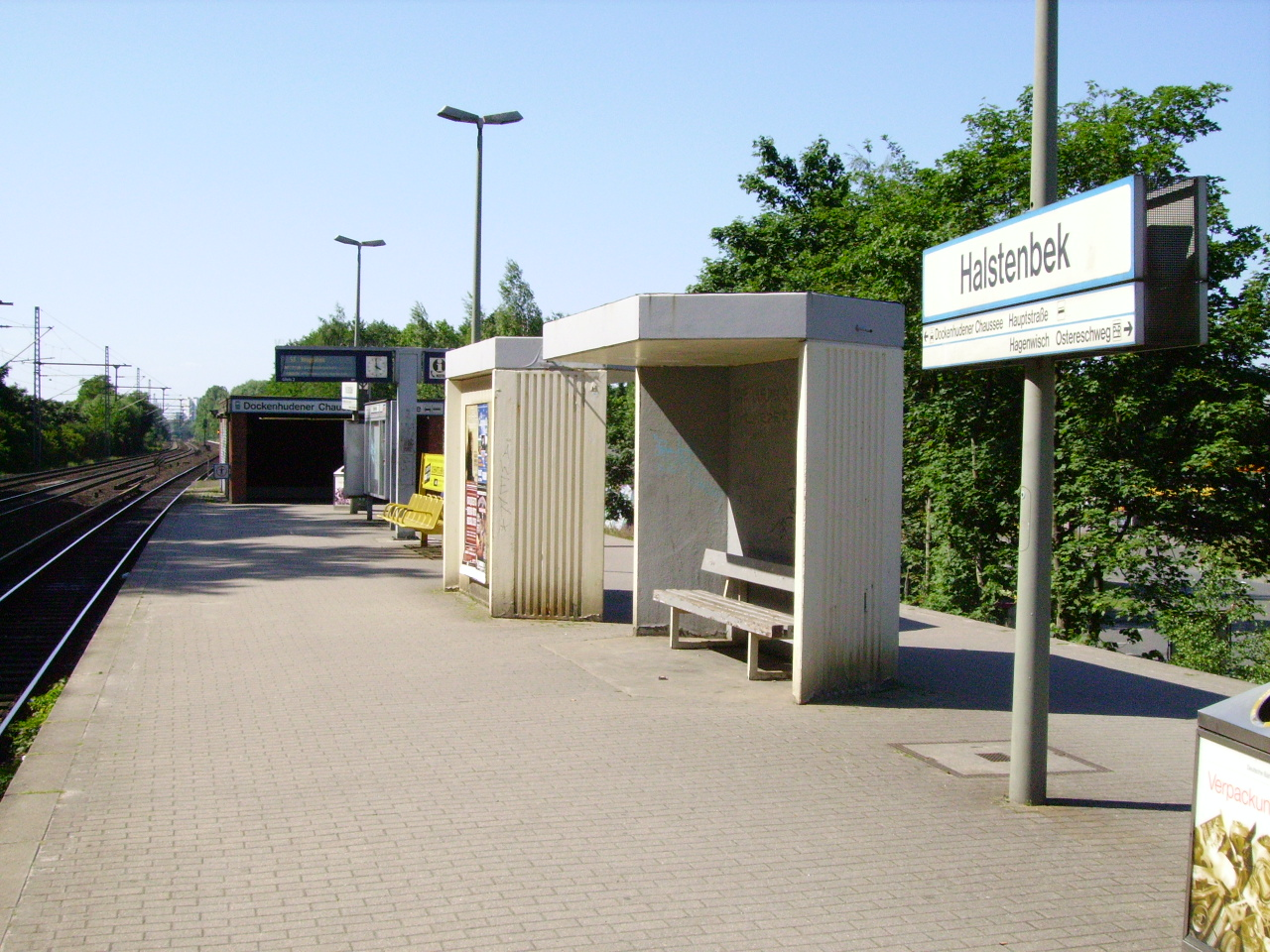
S-Bahn-Haltestelle 2008 vor der Umgestaltung

Am 22. September 1967 wurde parallel zur Bahnstrecke Hamburg-Altona–Kiel die S-Bahn-Verbindung von Elbgaustraße nach Pinneberg mit den Haltepunkten Krupunder und Halstenbek in Betrieb genommen. 1970 wurde der Güterbahnhof stillgelegt.
Der ÖPNV wird innerhalb des Hamburger Verkehrsverbundes (HVV) durch die S-Bahn-Stationen Halstenbek und Krupunder der Linie S3 und durch die Buslinien 184, 185, 281 und 285 der Verkehrsbetriebe Hamburg-Holstein (VHH) durchgeführt.
Außer über die Autobahn A 23 mit den Anschlussstellen Halstenbek/Rellingen und Halstenbek-Krupunder ist Halstenbek auch durch ein engmaschiges Straßennetz mit den Nachbargemeinden verbunden.
| Linie | Verlauf |
| ----- | --- |
| S 3   | Pinneberg – Thesdorf – Halstenbek – Krupunder – Elbgaustraße – Eidelstedt – Stellingen (Arenen) – Langenfelde – Diebsteich – Altona – Königstraße – Reeperbahn – Landungsbrücken – Stadthausbrücke – Jungfernstieg – Hauptbahnhof – Hammerbrook (City Süd) – Elbbrücken – Veddel (BallinStadt) – Wilhelmsburg – Harburg – Harburg Rathaus – Heimfeld (TU Hamburg) – Neuwiedenthal – Neugraben |

### Bildung

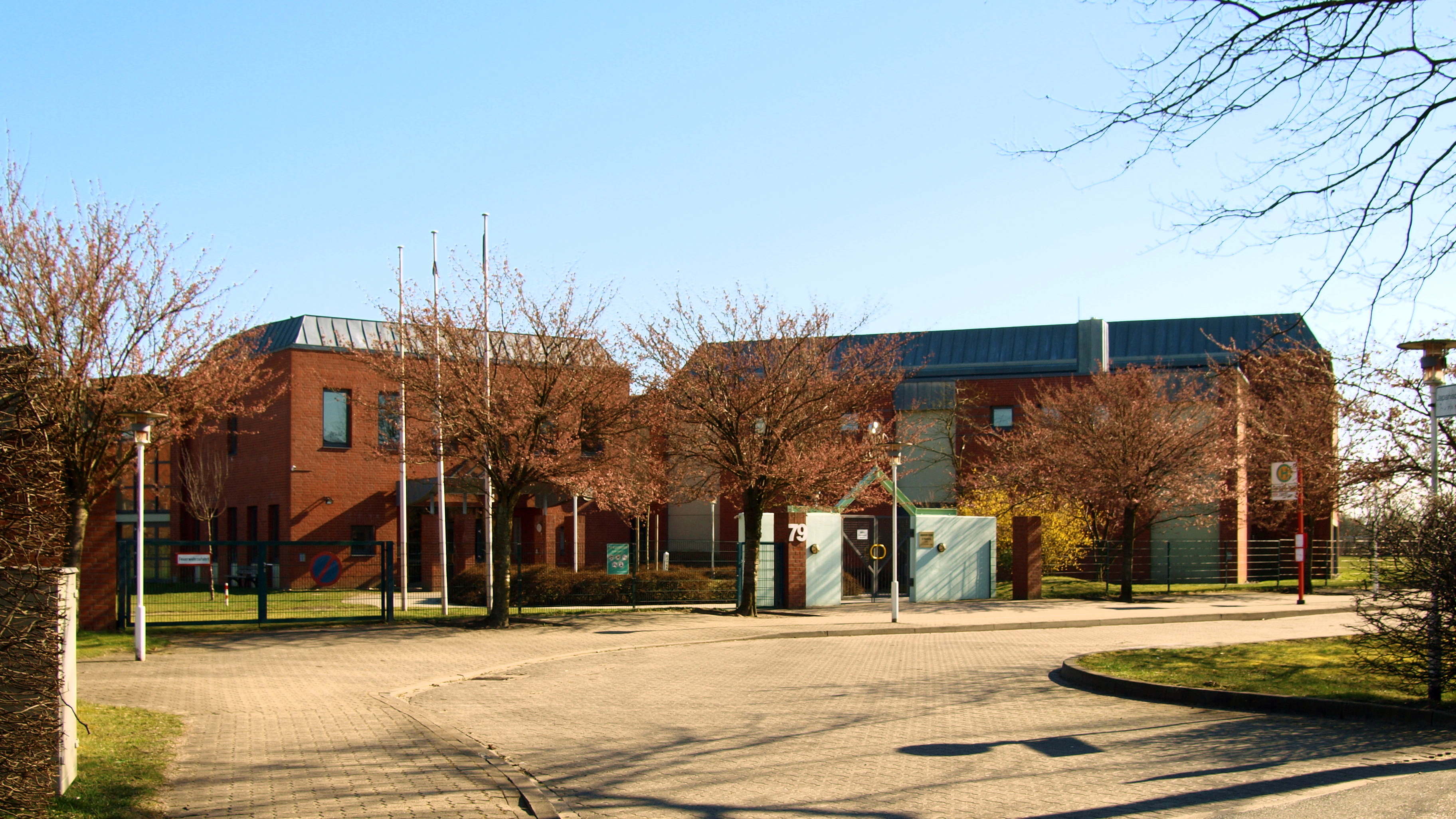
Japanische Schule

Die Gemeinde hat sechs Kindergärten bzw. Kindertagesstätten, die Grund- und Gemeinschaftsschule an der Bek im alten Ortskern, die Grundschule Bickbargen und das Wolfgang-Borchert-Gymnasium im Ortsteil Krupunder. Für außerschulische Bildung und als Jugendhilfe Einrichtung, ist das Jugendzentrum JubA23 der Gemeinde zuständig. Einer hohen Wertschätzung erfreut sich ferner die seit 1994 in Halstenbek bestehende japanische Schule, die ihren Einzugsbereich bis nach Hamburg hinein hat und offensichtlich sogar den Zuzug einer größeren Zahl von aus Japan stammenden Familien nach Halstenbek begünstigt hat.

### Volkshochschule
Die Volkshochschule Halstenbek gGmbH ist eine staatlich anerkannte Einrichtung auf kommunaler Ebene, die mit der Weiterbildung Erwachsener, Kinder und Jugendliche beauftragt ist.
Sie bietet ein offenes Angebot in den Programmbereichen
- Gesellschaft & Leben
- Beruf & Karriere
- Sprachen & Verständigung
- Gesundheit & Fitness
- Junge vhs
- Spezial

## Persönlichkeiten

### In Halstenbek geboren
- Ernst Pein (1883–1962), Unternehmer, unter dessen Leitung sich die Firma Pein & Pein zur größten deutschen Forstbaumschule entwickelte; 1953 Ehrenbürger von Halstenbek
- Hildi Schmidt Heins (1915–2011), Malerin, Bildhauerin und Fotografin
- Marlon Krause (* 1990), Fußballspieler

### Mit Halstenbek verbunden
- Reinhard Suhren (1916–1984), Fregattenkapitän, U-Boot-Kommandant, starb in Halstenbek
- Manfred Steffen (1916–2009), Schauspieler, lebte in Halstenbek
- Franz Erhard Walther (* 1939), Künstler, lebte in Halstenbek
- Valeri Krivoborodov (* 1947), Cellist, lebt in Halstenbek
- Barbara Schmidt Heins (* 1949), Künstlerin, lebt in Halstenbek
- Bernhard Koch (* 1962), Journalist, Filmemacher und niederdeutscher Autor, lebt in Halstenbek
- Stéphane Richer (* 1966), ehem. Sportdirektor der Hamburg Freezers, lebte in Halstenbek
- Larissa Boehning (* 1971), Schriftstellerin, ist in Halstenbek aufgewachsen
- Christian Titz (* 1971), Fußballtrainer, lebte in Halstenbek
- Martin Vandreier, geb. Schrader (* 1974), Musiker (Fettes Brot), lebte in Halstenbek
- Matti Schindehütte, geb. Lembke (* 1975), deutscher Pfarrer, evangelischer Theologe und Filmproduzent, lebte in Halstenbek
- Laura Ludwig (* 1986), Beachvolleyballspielerin, lebt seit 2022 in Krupunder[26]
- Gzuz (* 1988), Rapper, lebt in Halstenbek